# Открытый занавес (альбом)

Открытый занавес — третий студийный альбом российской поп-рок-группы «Лицей», записанный и выпущенный в 1996 году на компакт-дисках и компакт-кассетах. Альбом был выпущен концерном Союз. В записи принимали участие музыканты группы «Треф».

## Об альбоме
В 1994 году группа «Лицей» принимает участие в записи мюзикла Андрея Морсина «Волшебник Изумрудного города», продюсером и звукорежиссером на этом проекте был известный музыкант Кирилл Есипов, а запись проходила на его собственной студии «Рок-Академия». После завершения работы над этим проектом, продюсер группы «Лицей», Алексей Макаревич, предложил Есипову спродюсировать и записать третий альбом группы. 
На этот раз Алексей Макаревич в одиночку написал все песни для альбома. На предыдущих альбомах он отвечал только за музыку. 
Это первый альбом группы записанный без использования компьютеров. Кирилл Есипов привлек к работе музыкантов группы «Треф»: гитариста Игоря Кожина, басиста Алексея Осташева и барабанщика Александра Косорунина, сам Есипов отвечал за клавишные партии.
Параллельно этой записи на студии "Рок-Академия" проходила запись второго мюзикла Андрея Морсина «Снежная королева», в которой также принимала участие группа «Лицей», а продюсером и звукорежиссером вновь был Кирилл Есипов.
На песни «Красная помада» и «Осень» были сняты клипы. Клип на песню «Красная помада» был поставлен Владимиром Шевельковым, а клип на песню «Осень» был поставлен Евгением Сердюковским. 
Песня «Осень» стала хитом и прославила группу на всю страну. В 1996 году альбом занял четвертое место по продажам лицензионных компакт-кассет и шестое место по продажам лицензионных компакт-дисков.
В декабре 2024 года альбом был выпущен на виниле компанией «Landy Star Music», с ремастерингом студии «Рок-Академия». Издание посвящено памяти Алексея Макаревича, Алексея Осташева и Александра Косорунина.

## Список композиций
Музыка и слова Алексея Макаревича.
| №   | Название                | Длительность |
| --- | ----------------------- | ------------ |
| 1.  | «Осень»                 | 4:30         |
| 2.  | «Я спешу за любовью»    | 3:54         |
| 3.  | «Душа»                  | 4:59         |
| 4.  | «Смех сквозь слёзы»     | 3:32         |
| 5.  | «Красная помада»        | 2:57         |
| 6.  | «Отпусти меня на волю»  | 3:47         |
| 7.  | «Нарисуй на небе птицу» | 3:36         |
| 8.  | «Я не вижу смысла»      | 3:48         |
| 9.  | «В цветущий край»       | 4:49         |
| 10. | «У бродячих музыкантов» | 3:30         |

## Участники записи
- Анастасия Макаревич — вокал
- Изольда Ишханишвили — вокал
- Елена Перова — вокал
- Кирилл Есипов — аранжировка, клавишные, звукорежиссёр записи и сведения, выпускающий продюсер
- Алексей Макаревич — аранжировка, выпускающий продюсер, продюсер группы
- Игорь Кожин - гитара
- Алексей Осташев — бас-гитара
- Александр Косорунин — ударные